# Барсуківський Володимир Федорович
Володи́мир Фе́дорович Барсукі́вський (13 березня 1938, Одеса — 19 листопада 2022) — український дисидент, учасник руху за демократизацію та незалежність України, політв'язень радянських таборів, журналіст та поет.
У 1958 році разом з Олексою Різниковим створив проєкт підпільної антикомуністичної організації «Союз боротьби за звільнення народу» (СОБОЗОН) та розповсюдив у Одесі та Кіровограді листівки із закликами до повалення диктатури комуністичної партії. Заарештований у 1959 році та засуджений до 1,5 року таборів суворого режиму. Після звільнення — активний учасник руху шістдесятників, розповсюджувач самвидаву.

## Біографія

### Ранні роки та освіта
Народився 13 березня 1938 року в Одесі. Його батько, Федір Григорович, загинув на фронті у 1944 році. Через хворобу матері, Ганни Сильвестрівни, яка не могла самостійно виховувати трьох дітей, Володимир до 7 класу жив у тітки в селі Рожнятівка Томашпільського району на Вінниччині.
У 1957 році закінчив Одеський технікум Міністерства промисловості продовольчих товарів УРСР за фахом «технік-технолог». Протягом двох років працював майстром кондитерського цеху харчокомбінату в місті Первомайську Миколаївської області.
З 5-го класу писав вірші. Це привело його до літературної студії при газеті «Прибузький комунар», де він познайомився з Олексою Різниковим, Іваном Галиняком, Станіславом Швецем та іншими молодими людьми, які під впливом спогадів про голод 1933 року, репресії, війни та розвінчання культу особи Сталіна в період «хрущовської відлиги» сформували критичні погляди на радянську дійсність.

### Дисидентська діяльність

#### СОБОЗОН та арешт
У травні 1958 року Володимир Барсуківський та Олекса Різників дійшли висновку про необхідність боротьби проти диктатури комуністичної партії. Вони розробили текст листівки російською мовою «Обращение к народу», в якій засуджували «диктаторську політику партії комуністів», що призвела до зубожіння та безправ'я народу, критикували брехню, гонку озброєнь та поділ світу на два ворожі табори. Листівка завершувалася закликами:
|  | Ми бажаємо братерства, справжнього братерства, а не ворожнечі між народами всіх країн світу! Досить розколювати світ на два так звані «табори»! Геть фашистську диктатуру партії! Нам потрібна справжня свобода поглядів, слова, друку! Ми стоїмо за визнання релігії та церкви державою! Геть атеїстичну пропаганду! Хай живе справжня свобода народу! |

Листівки були підписані абревіатурою «СОБОЗОН», що означало «Союз борьбы за освобождение народа» (укр. Союз боротьби за звільнення народу) — організацію, яку вони планували створити. Близько 40 примірників листівки було розмножено на друкарських машинках, і на «жовтневі свята» 7–10 листопада 1958 року Барсуківський розповсюдив їх в Одесі, а Різників — у Кіровограді (нині Кропивницький).
1 жовтня 1959 року КДБ провів одночасні обшуки у Барсуківського та Різникова, після чого обох заарештували. Під час слідства вони утримувалися в СІЗО КДБ. Саме в цей період, за свідченнями обох, вони остаточно усвідомили себе українцями і вирішили присвятити життя визволенню України з колоніальної залежності. Перебуваючи в одній камері після завершення слідства, вони свідомо перейшли на українську мову спілкування.
15–19 лютого 1960 року військовий трибунал Одеського військового округу засудив Володимира Барсуківського та Олексу Різникова до 1,5 року ув'язнення в таборах суворого режиму. Термін відбував у мордовському таборі №11 (станція Явас), де його національна самосвідомість остаточно зміцнилася під впливом інших політв'язнів, зокрема колишніх учасників національно-визвольних рухів України та країн Балтії.

#### Діяльність після звільнення
Звільнився 1 квітня 1961 року. Повернувшись до Одеси, влаштувався на Одеський завод холодильного машинобудування, де працював до 1968 року. Паралельно навчався на вечірньому відділенні філологічного факультету Одеського університету, який закінчив у 1968 році.
Став активним учасником культурницького руху шістдесятників. Разом з Олексою Різниковим, Олегом Олійниковим, Галиною Могильницькою та іншими збирав книги для українців Кубані в рамках акції, організованої Святославом Караванським. Брав участь у новорічних колядуваннях, співав в Українській самодіяльній хоровій капелі.
Був активним розповсюджувачем самвидаву. Разом з Олексою Різниковим виготовляв фотокопії праці Івана Дзюби «Інтернаціоналізм чи русифікація?», поширював «Український вісник», статті Валентина Мороза, В'ячеслава Чорновола, твори Василя Симоненка, Василя Стуса, Ліни Костенко та інших.
Після закінчення університету працював учителем української мови, згодом — відповідальним секретарем обласної організації Товариства охорони природи, звідки був звільнений через судимість. Після майже року безробіття, у 1975 році влаштувався літературним працівником у багатотиражну газету «Радянська швея», де працював до 1992 року. Пізніше був кореспондентом газети «Одеський дачник».
У роки перебудови та відновлення незалежності України брав активну участь у роботі Товариства української мови, «Просвіти», Народного руху України та Всеукраїнського товариства політичних в'язнів і репресованих.

## Реабілітація
23 листопада 1992 року був реабілітований військовою прокуратурою Одеського військового округу.

## Особисте життя
Був одружений з Осипою Комарницькою. Друзі згадували його як надзвичайно працьовиту, скромну і добру людину з чудовим голосом.